# Dryopsis wantsingshanica
Dryopsis wantsingshanica là một loài thực vật có mạch trong họ Dryopteridaceae. Loài này được (Ching & K.H. Hsing) Holttum & P.J. Edwards miêu tả khoa học đầu tiên năm 1986.